# Rhodostrophia wilemani
Rhodostrophia wilemani är en fjärilsart som beskrevs av Louis Beethoven Prout 1938. Rhodostrophia wilemani ingår i släktet Rhodostrophia och familjen mätare. Inga underarter finns listade.